# ウェーコ包囲
ウェーコ包囲（ウェーコほうい、英:Waco siege）とは、宗教セクト「ブランチ・ダビディアン」の寄宿施設に対してアメリカ合衆国の法執行機関が実施した包囲捜索である。1993年2月28日から4月19日にかけて、米国連邦政府とテキサス州法執行機関と米軍によって実施された。
デビッド・コレシュ率いるブランチ・ダビディアンは、ウェーコの北東21kmに位置するマウント・カルメル・センター牧場に本拠地があった。違法武器を備蓄している団体との容疑で、アルコール・タバコ・火器及び爆発物取締局(ATF)が教団施設の捜索令状とコレシュや信者数名の逮捕状を取得した。
この事件は、ATFが同牧場で捜索令状と逮捕状を執行しようとした時に始まった。激しい銃撃戦が勃発し、政府捜査官4人とブランチ・ダビディアン信者6人が死亡した。物件に入るもATFは捜索を執行できなかったため、連邦捜査局(FBI)によって51日間続く包囲が開始された。最終的にFBIは強襲制圧に乗り出し、ブランチ・ダビディアンを牧場から追い出すべく催涙ガス攻撃を開始した。その直後にマウント・カルメル・センターが炎に飲み込まれた。この火災により、子供25人、妊婦2人、デビッド・コレシュ当人を含むブランチ・ダビディアン信者76人が死亡する結果となった。犠牲者の多さから、米国メディアでは一連の包囲が「ウェーコの虐殺(Waco massacre)」とも通称されている。
包囲そして突入というこの事件は、米国の様々な資料で論じられている。特に火災の火元については論争が続いた。米国司法省の内部調査は、焼夷性の催涙ガス弾筒がFBIにより使用されたものの、教団信者たちが（建物に）火を点けたとの主張で、2000年に決着した。教団施設で少なくとも別々の3か所から同時に火を点けられるのはダビディアン信者側だと放火捜査官の識者が結論付けたことで、この見解に至った。この事件と前年に起きたルビーリッジの包囲執行 (Ruby Ridge standoff) が1995年オクラホマシティ連邦政府ビル爆破事件の引き金になった、と複数の解説者が論じている。

## 背景
1993年2月27日、ウェーコ・トリビューン=ヘラルド紙は『罪深きメシア(The Sinful Messiah)』という一連の記事を掲載し、コレシュが教団施設で子供たちを肉体的に虐待したり、複数の未成年女性を花嫁に迎えて法定強姦を実行したとの告発を報道するようになった。またコレシュは自分自身のために一夫多妻制を提唱したと言われており、小さな自治体の女性住民数名と結婚したことを自ら宣言していた。コレシュの発表では、自分には少なくとも140人の妻を受け入れる権利があり、教団内の女性は誰であれ自分のものだと主張する権利があり、自分が父親の子供が少なくとも十数人おり、これらの母親の幾人かは12歳か13歳の若さで花嫁になった、と同紙は主張した。
性的虐待や不法行為の告発に加えて、違法な武器を備蓄しているとの容疑がコレシュとその信者に掛けられた。1992年5月、マクレナン郡の保安当局がATFに電話して、ユナイテッド・パーセル・サービスの運転手から懸念すべき通報があったことを伝えた。同運転手が言うには、ブランチ・ダビディアンに届ける小包を破損してしまった時に、中身の銃器や手榴弾や黒色火薬が露わになったという。
6月9日、ATFが正式調査に着手して、その1週間後に本部から「高度な監視を要する」機密案件に分類された。ドキュメンタリー作品の『Inside Waco』は、1992年にマウント・カルメルの教団施設から発射された自動火器銃声の通報をATFが懸念したことで同調査が始まったと主張している。7月30日にATFの捜査官2名がブランチ・ダビディアンの銃取扱業者の元に訪れ、コレシュと電話で話し合おうとした。コレシュはブランチ・ダビディアンの武器と書類を検査させるとATFに申し出た。
包囲の数ヶ月前に、ATFは道路の向こう側にある家屋から監視を始めた。彼らの身分隠しは著しく稚拙（30代の「大学生」は新車持ちで、現地の学校に登録されておらず、授業に向かう素振りの時間調整もしなかった等）だった。この調査には潜入捜査官ロバート・ロドリゲスの派遣が含まれ、コレシュはその正体を分かっていたが、彼はその事実を強制捜査の当日まで明かさないことを選んだ。
ATFは、ダビディアンが違法な自動発射機能を持たせる目的で銃を改造していた容疑で捜索令状を取得した。元ブランチ・ダビディアンのマルク・ブローは、コレシュが「M16自動小銃の機関部体下部パーツ」を持っていたと主張した（連射機能を持たせるため別のライフル銃部品を取り付けるなどの改造行為は、1986年の銃所有者保護法 (Firearm Owners Protection Act) 違反にあたる）

### アギレラの宣誓供述書
ATFは、デビッド・アギレラ捜査官によって1993年2月25日に提出された宣誓供述書を使って、ウェーコ包囲につながる令状を取得した。報道によると、最初の調査は配送作業者が1992年6月にマクレナン郡の保安官に通報したのがきっかけで、ブランチ・ダビディアンの所有運営する弾薬銃砲店に爆発物を届けていたことをその業者は確信していた。「マグ=バッグ(Mag Bag)」という名称の店舗が、配送作業者によって配達物が不審だと特定されていた。配送作業者はマウント・カルメル・センターへの配達を続け、有人の監視所を複数目撃したと報告した。これらの監視所には武装した人物がいると考えられる、と宣誓供述書には記載されている。
マクレナン郡保安官は同年の5月と6月に、不活性手榴弾2ケース、黒火薬、粉末アルミニウム金属90ポンド、30-40個の段ボール筒について通知した。さらに、保安官は60個のAR-15/M-16用弾倉という別の出荷に気付き、これにアギレラが「被告が比較的単純な手順に従って、AR-15（セミオートマチック）ライフルをM-16（フルオートマチック）の性質を持つライフルに変造している恐れがあり、自分はその多くのケースに関与してきた」との声明を作って、このケースにおけるATFの関与を正当化した。
1992年11月、地元農家が機関銃の銃声を聞いたと保安官に報告した。米軍での海外派兵経験があるその農夫は「その音から、50口径の機関銃と複数のM-16だった可能性が高い」と述べた。アギレラの宣誓供述書は、関連当事者やMag-Bagが物品購入した銃砲店への聞き取り調査を介して話を検証することを結論としている。これら物品の中にはAR-15の上部機関部体45個超とM-16の上部機関部体5個があり、この点についてアギレラは「このキットには、合法的な定義による「銃器」である機関部体下部ユニットを除くM-16銃のあらゆる部品が含まれている」と注記しており、注文された物品が（それ単体では）必ずしも違法に当たらないことは認めている。

## ATFの強制捜査

### 準備

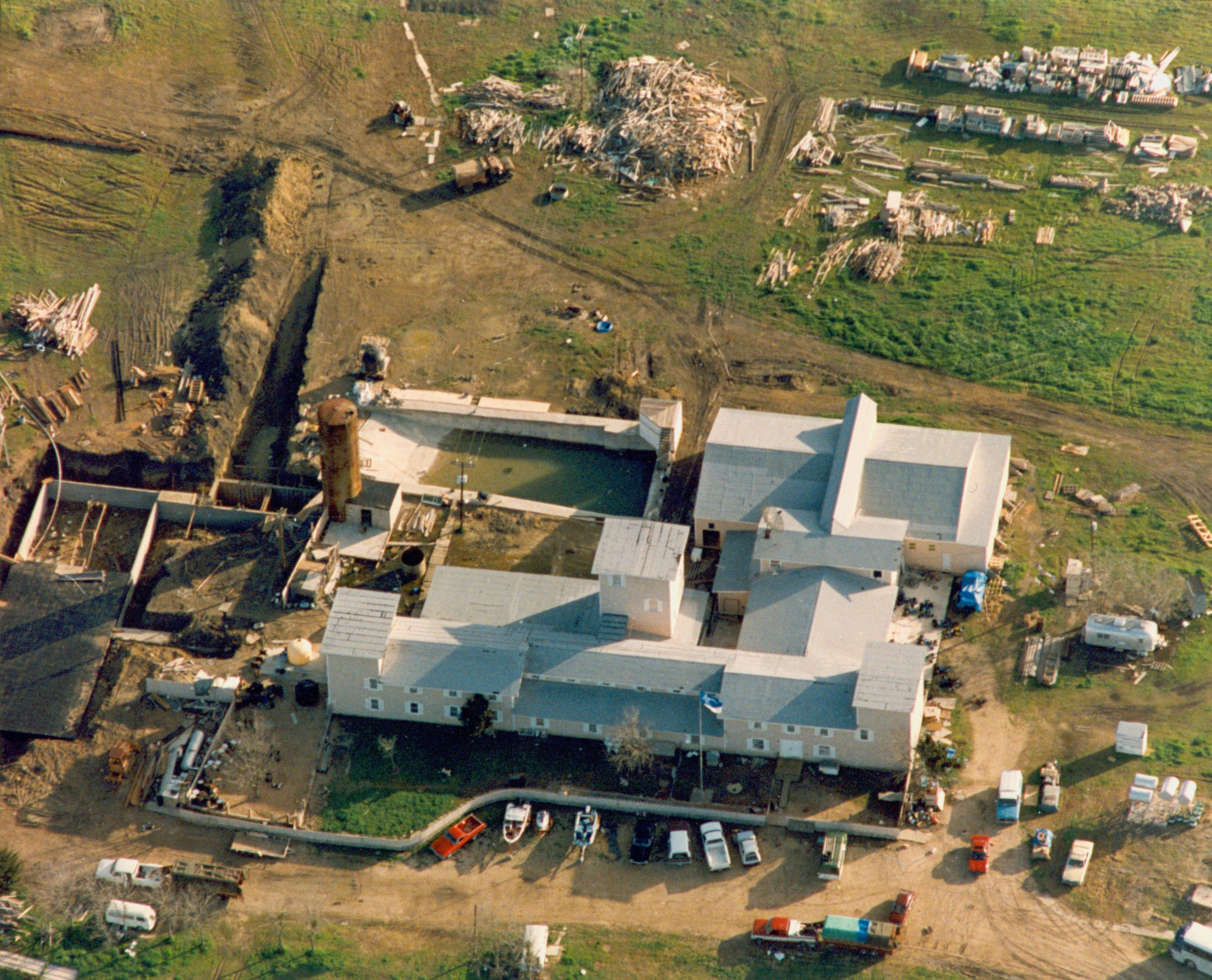
包囲継続中に撮影されたブランチ・ダビディアンの教団施設

ダビディアンが連邦法に違反したと主張するアギレラ宣誓供述書を用いて、ATFは信者たちが備蓄した大量の銃器を挙げ、武器補充に関わったコレシュと特定信者に対する捜索令状および逮捕状を取得した。捜索令状は「1993年2月28日かそれ以前」の日中午前6時から午後10時の間に捜索を命じた。コレシュは薬物との結びつきを確立して麻薬戦争の下で軍事資産を得るためにメタンフェタミンの実験室を運用している可能性がある、とATFは主張した。ATFの調査は「違法薬物ではなく銃器違反」に焦点を当てたものだが、ATFは複数の関連証拠を挙げて麻薬取締局や国防総省に支援を要請した。当初この支援要請は承認されたものの特殊部隊が疑問を呈したため、ATFにはフォート・フッドでの訓練3日間だけが与えられ、あとは医療と通信の設備が提供された。
ATFは1993年3月1日に「Showtime」という暗号名で強制捜査 を計画していた。ATFは後に、ウェーコ・トリビューン・ヘラルドの「罪深きメシア」シリーズ記事（ATFが公開を阻止しようとした）への対応で、強制捜査 が2日28日に1日繰り上がったと主張した。2月1日から、ATF捜査官は「罪深きメシア」の公表遅延について、トリビューン・ヘラルド職員と3回会合を開いた。同紙は、強制捜査 が2月22日に行われる筈で、3月1日に変更され、最終的には日付が不確定だとATFによって最初に伝えられた。ATF捜査官は、新聞がATFの要請を受けて少なくとも3週間公表を保留したと感じていた。トリビューン・ヘラルド職員とATF捜査官3名による2月24日の会合で、ATFはどのような行動がいつ計画されたのか明確な手がかりを新聞職員に与えなかった。トリビューン・ヘラルドは、地元当局に行動を求める社説を含むこのシリーズ記事を公表するとATFに通知した。トリビューン・ヘラルドの職員は「罪深きメシア」第1弾が2月27日に掲載された後、強制捜査が差し迫っていることを知った。
ATFはコレシュをマウント・カルメルの外で逮捕したいと考えていたが、計画立案者はコレシュがそこを滅多に去らないという不確かな情報を受けていた。ブランチ・ダビディアンの信者は現地でよく知られており、他の現地住民と友好関係を築いていた。ブランチ・ダビディアンは、銃見本市での取引で部品を自己調達しており、自分達の取引が合法であることを確認できる関連書類を持つよう注意していた。ブランチ・ダビディアンのポール・ファタが連邦銃器ライセンス (Federal Firearms License) を受けた取扱担当で、この一団がMag Bagと呼ばれる銃砲小売事業を運営していた。Mag Bagの積荷が到着した時は、署名がファタ、スティーブ・シュナイダー、またはコレシュだった。強制捜査の朝、ポール・ファタとその息子は業務のためオースティンの銃見本市に向かう途上だった。

### 2月28日
1993年2月28日（日曜日の朝）、ATFは捜索令状を執行しようとした。現地保安官は事件後、自分は強制捜査だと知らされていなかったと語った。ブランチ・ダビディアンは強制捜査が来ることを知っていたのだが、ATFの司令官はブランチ・ダビディアンが武装も準備もしていない状態で教団施設に着く前提で計画を決行するよう命じた。ATF捜査官は万一の深刻な負傷に備え、腕や首に血液型を書いていた（標準的な方法ではないが軍から推奨された）。
強制捜査について密かに教えられていたKWTX-TV（ウェーコ地域のテレビ局）記者が、偶然にもコレシュの義兄である郵便配達員に行き道を尋ねたため、突然の捜索という利点が失われてしまった。コレシュはATFの潜入捜査官ロバート・ロドリゲスに、強制捜索が差し迫っているのを自分達は知っていると伝えた。ロドリゲスは自分の身分がバレていたことを知って驚き、なんとか言い訳をして教団の寄宿施設を去った。教団施設を去った時にブランチ・ダビディアン側は何をしていたのか、と後に尋ねられてロドリゲスは「彼らはお祈りをしていた」と返答した。ブランチ・ダビディアンに残っている人達は、コレシュが厳選した男性信者には武装を着けて防御態勢をとるよう命令し、女性と子供たちは自分の部屋で身を隠すよう言われたとされている。コレシュは、自分が捜査官と話すつもりであり、次に何が起こるかは捜査官の意向次第だと信者たちに語った。午前9時45分、ATFは特殊部隊のような戦術装備を着けた武官を帯同させた民間車両で列をなして到着した。
ATF捜査官は教団施設内部から銃撃が来るのを聞いたと主張しており、ブランチ・ダビディアンの生存者は最初の銃撃が屋外にいるATF捜査官から来たと主張した。考えられる理由としては恐らくATF捜査官による武器の偶発的発射で、ATFの自動火器が反応して起こったとか、陸軍州兵のヘリコプターが気晴らしに空中を撃ったら双方が応射したとか
、犬を率いる部隊が最初に撃ったなどの説がある。最初の銃撃で、コレシュは手と腹部を撃たれて負傷を負った。強制捜査が始まって1分としない内に、ブランチ・ダビディアンのウェイン・マーティンが救急隊に電話して銃撃を止めるよう嘆願した。マーティンは停戦を求め、オーディオテープには彼の「ここに奴らがまた来る!」「あれを撃っているのは奴らだ!我々じゃない!」 との発言が記録されている。
ATF最初の死傷者は、それまで建物の西側にいた捜査官だった。ヘリコプターによる牽制飛行をきっかけに双方が撃ち合いとなり、捜査官たちは建物東側からはしごを掛けて逆側に向かった捜査官3名がコレシュの部屋にたどり着いて撃ち合いとなった時、1名が死亡し1名が負傷した。また捜査官が武器貯蔵庫に入る際にも撃ち合いとなり、捜査官1名が負傷、ブランチ・ダビディアン1名が死亡した。武器室の中で捜査官は貯蔵武器を発見したが、その時激しい火災が迫っていて2人が負傷した。彼らが脱出する際の援護射撃でブランチ・ダビディアンが1名死亡、捜査官は脱出時に屋根から落ちたが無事だった。屋外でも撃ち合いが起こっていて、捜査官に多数の負傷者が出た。撃ち合いが続くも、強制捜査から45分後に残弾僅かとなった捜査官が出てくると銃声も減りはじめた。この銃撃は2時間にわたって続いた。
マクレナン郡の保安官がATFに連絡して停戦を交渉した。保安官ハーウェルは、ATF捜査官が退却したのは弾薬を使い果たした後だけだったと『Waco: The Rules of Engagement』というドキュメンタリー作品で主張している。ATF捜査官のチャック・ハスマイアは後に「銃撃戦に入って約45分、銃声の量がようやく減ってきた。我々が弾薬を使い果たしてしまったのだ。しかし、ダビディアンは大勢いる」と記している。全体では、ATF捜査官4人がこの銃撃戦で死亡、16人が負傷した。停戦後、ブランチ・ダビディアンはATFの死傷者を避難させ、ATF引き揚げ時の発砲を待機した。
この強制捜査でブランチ・ダビディアン側は5人が死亡し（うち2人は負傷後にダビディアン側で殺害した）、遺体は敷地内に埋葬された。このほか停戦から約6時間後の午前11時30分、マイケル・シュレーダーがATF捜査官によって射殺された。
アラン・A・ストーンの報告書では、ブランチ・ダビディアンはATFを待ち伏せしておらず「明らかにATF捜査官の殺害を最大化しなかった」と書かれており、彼らはむしろ「黙示録的な結末を期待する絶望的な宗教狂信者であり、そこで彼らは神聖な地を守って死ぬことで救済を成し遂げる宿命を負わされている」と説明している。1999年の連邦報告書は次のように指摘した。

危険なカルトの暴力的傾向は、防御的暴力と攻撃的暴力という2つの一般的なカテゴリーに分類できる。防御的暴力は、支配的な文化との大部分の接触を排除する目的で特別に創られた施設や居留地を守るためにカルトが活用する。1993年にテキサス州ウェーコにおけるブランチ・ダビディアン複合施設での衝突が、このような防御的暴力の事例である。支配的文化から距離を置こうとする集団は、刺激されない限り滅多に終わりの時が来たという彼らの信念に基づいて行動しないことを歴史が示している。

## FBIの包囲
ATF捜査官は自分達の撤退後、教団施設内部にいるコレシュや他の人達との連絡を確立した。連邦捜査官が複数名死亡という結果を受けてFBIが直ちに指揮を執り、サンアントニオ支部局長のジェフ・ジャマールを現地指揮官として包囲を担当させた。FBIの人質救出チーム(HRT)は、以前ルビーリッジ事件での行動で批判を受けたリチャード・ロジャースが指揮官だった。ルビーリッジと同様、ロジャースはしばしばウェーコの現地指揮官を無視してHRT戦術2チームを同じ現場に動員し、最終的にはHRTの準備不足が原因で状況解決を困難にさせた。
はじめにダビディアンは地元のニュース媒体と電話連絡して、コレシュが電話インタビューを行なった。FBIはダビディアンによる外部との通信を切った。以降51日間、内部の人達との通信はFBI交渉人25名の一団による電話となった。司法省の最終報告書では、交渉作業を減らした件で交渉人らが戦術指揮官を批判していたことが判明した。
最初の数日間、FBIは自分達がコレシュと交渉した時に、コレシュによって記録されたメッセージが国営ラジオで放送される見返りとしてブランチ・ダビディアンが平和的に教団施設を去るつもりだとの合意が取れたことで、打開策を自分達が作ったものと信じていた。放送は行われたものの、コレシュは建物に残って「待つ」よう神が自分に伝えてきた、と交渉人に語った。それでも交渉人は、その後すぐに5ヶ月から12歳までの子供19人を何とか解放に持っていった。とはいえ、建物内には98人が居座っていた。子供たちはその後FBIやテキサス・レンジャーズからの事情聴収を受け、報道によると包囲作戦のだいぶ前から子供たちは肉体的虐待・性的虐待を受けていたという。このことが、ブランチ・ダビディアンを施設から追い出すため催涙ガス攻撃に踏み切る鍵となる、FBI（ビル・クリントン大統領とジャネット・リノ司法長官の両方）から提示された正当理由となった。
包囲中にFBIはビデオカメラをブランチ・ダビディアンに送った。コレシュ信者によって制作されたビデオテープでは、コレシュが自分の子供と「妻たち」を交渉人に紹介していた（その中にはコレシュの赤ん坊を授かったと主張する未成年者が数名いて、恐らくコレシュは教団施設内で一緒に滞在していた子供14人の父親になっていた）。幾人かのブランチ・ダビディアン信者がビデオ声明を出した。包囲九日目の3月8日、ブランチ・ダビディアンはFBIにビデオテープを送って、人質はおらず全員が自由意志で内部にいることを示し、またコレシュからのメッセージも入っていた。
交渉人記録では、テープが検証された際にメディアへのテープ公開がコレシュおよびブランチ・ダビディアンへの同情を呼んでしまう懸念があるとされた。またビデオには依然として教団施設に子供23人が映っており、外部の児童保護専門家は以前解放された19人と同様にそれら子供たちのケア準備に追われた。包囲が続くにつれ、コレシュはより時間をかけて交渉するようになり、それは降伏前に完成させる必要のある宗教文書を彼が書き上げられるようにするためだと報じられた。聖書のイメージ濃密な彼の会話は、現状を人質の危機として扱う連邦側の交渉者を無視するものだった。交渉団はコレシュの言葉を「聖書の泡沫(Bible babble)」と呼ぶことにした。
包囲が進むにつれ、FBI内に2つの派閥（交渉支持派と実力行使派）ができた。例えば夜通しの騒音放送による安眠妨害など、ブランチ・ダビディアンを強制的に追い出すための攻撃的手法が徐々に増えていった。教団施設の外では、M651催涙ガスグレネードやフレシェット弾を搭載したブラッドレー戦闘車両9台とM728戦闘工兵車5台が警ら巡回を始めていた。これらの車両は、周囲の柵や建物を破壊したりブランチ・ダビディアン所有の車両を粉砕するのに使用され、（ブランチ・ダビディアンからの抗議にも構わず）敷地内にある墓の上を走行することも度々あった。本館屋上にある貯水タンク3基のうち2基は、最初のATF強制捜査時に損傷を受けていた。FBIは施設のあらゆる電力と水を遮断し、中にいる人達は雨水と備蓄してあったMRE軍用レーションで生き抜くことを余儀なくされた。
攻撃的な戦術が増えるさなか、コレシュは信者の一団に退去を命じた。11人が退去して証人として逮捕され、1人が殺人の共謀罪で起訴された。コレシュと一緒に留まる子供たちの意向が、交渉人の障害となった。包囲が続くうちに、子供らは女性達と一緒に退去した以前の子供達がすぐに分離されて女性が逮捕されたことを認識した。
この包囲中に、政府工作員が用いる包囲戦術はブランチ・ダビディアンにとって宇宙的意義を持つ聖書の「終わりの時」の戦いの一環だというダビディアン内部の印象を強化しているに過ぎない、と宗教団体内部の黙示録を研究する複数の学識者がFBIを説得しようとした。これは、暴力的かつ致命的な結果をもたらす可能性が高い。教団の信念は極端なものに見えるが、ブランチ・ダビディアンにとってその宗教的信念には深い意味があり、彼らはその信念のために死ぬことも厭わない、と宗教学者は指摘した。
コレシュと交渉団との議論はますます困難になった。彼は自分がキリストの再臨であり、天国にいる父親から教団施設に留まるよう命じられたのだと宣言した。4月19日（急襲の1週間前）に、FBIの立案者はデビッド・コレシュやおそらく他のブランチ・ダビディアン幹部を殺すために狙撃手を使用することを検討した。FBIは、1978年にジム・ジョーンズのジョーンズタウン複合施設で起こったように、ブランチ・ダビディアンが集団自殺を犯すかもしれないという懸念を表明した。ただしコレシュは包囲中に交渉人と面談した際、集団自殺の計画を繰り返し否定しており、教団施設を退去した人達もそうした準備を目撃したことは無かった。

## マウント・カルメルの最終的な制圧と火災
新たに着任したジャネット・リノ司法長官は、状況が悪化しており子供たちが教団施設内で虐待されているとの報告を受けて、FBI人質救助チームによる急襲制圧の勧告を承認した。リノはクリントン大統領にFBIの主張を通した。1985年4月にアーカンソー州で行なわれた極右武装組織 (The Covenant, the Sword, and the Arm of the Lord) に対する包囲（無期限の封鎖で誰も落命せずに終わった）を思い出して、クリントン大統領はブランチ・ダビディアンに対して同様の戦術を提案した。リノは、FBI人質救助チームが待機にうんざりしている、包囲には週に100万ドルの費用がかかる、ブランチ・ダビディアンはさらに長期間持ちこたえられる、そして児童虐待や集団自殺の可能性が差し迫っている、と反論した。後にクリントンは「最終的には、そうすることが正義だと思うなら君のほうで進めてくれたまえ、と彼女に伝えました」と述懐した。以後の数ヶ月で、ジャネット・リノが最終的なガス攻撃を承認した理由は、コレシュが子供たちを性的に虐待したり赤ちゃんを殴っているという最初の主張（FBI人質救助チームが彼女に語ったものだが、後に同チームは包囲時における児童虐待の証拠を否定した）から、リンダ・トンプソンの「合衆国の組織化されていない民兵」が「コレシュを助けるか彼を攻撃するために」ウェーコに向かっているという主張に変化した。
1993年4月19日に制圧が実施された。ブランチ・ダビディアンは重武装していたので、FBI人質救助チームの武器には50口径ライフルやM728戦闘工兵車(CEV)が含まれていた。CEVは爆発物を使用して教団施設の壁に穴を開け、催涙ガスを送り込み、ブランチ・ダビディアンを傷つけることなく強制的に追い出そうとした。記載された計画では、プレッシャーを高めるために2日にわたってガスの量を増やすことを求めていた。公式には、武装制圧は実施されなかった。武装制圧するつもりはないので車両に発砲しないようブランチ・ダビディアンに伝えるために、拡声器が使用された。FBIによると、人質救助チームの工作員は向けられた銃撃への反撃を許可されていたが、4月19日に連邦捜査官による発砲は無かった。ブランチ・ダビディアン側が幾度か発砲した時、FBI人質救助チームの対応は使っているガスの量を増やしただけだった。
6時間以上経った後、建物を去ったブランチ・ダビディアン信者はおらず、代わりに建物内の地下コンクリートブロック部屋に避難したり、ガスマスクを使用した。正午ごろ、建物の異なる3か所で火災がほぼ同時に発生し、急速に広がった。燃え上がる映像がテレビで生中継された。政府は、この火災がブランチ・ダビディアンによって故意に開始されたとの見解である。ブランチ・ダビディアンの一部生存者は、火災がこの制圧によって偶発的または故意に始まったとの見解である。
火事の間に建物を出たのはわずか9人だった。残りのブランチ・ダビディアン信者は、子供たちを含めて、瓦礫で生き埋めになったか窒息死した。炎が建物を巻き込むにつれて、煙や一酸化炭素の吸入ほかの原因によって大勢が死亡した。FBIによると、スティーブ・シュナイダー（コレシュ一番の側近）がコレシュを射殺し、その後自らを撃って自殺した。全部で76人が死亡した。大量の遺体と武器と弾薬が、地下室の保管庫で発見された。テキサス・レンジャーズの放火捜査官報告書は、居住者の多くが内部からの脱出を拒否したか、脱出が選択肢にならなくなるまで退去を拒否したと仮定している。また、建物西端の破壊工作による構造的な破片がトンネルを通る脱出可能なルートを妨げた可能性についても言及している。火災安全工学の専門家による独立した調査では、教団施設の住民は本人たちが望むなら火災から逃れるのに十分な時間があったと結論づけた。
遺体の検死は、貯蔵室の落下したコンクリートの壁の下で発見された一部の女性と子供が脳挫傷で死亡したことを明らかにした。痙攣死のポーズで固まったように見える子供たちの検死写真はシアン化物中毒と一致するもので、CSガスの燃焼で生じる結果の1つである。検死記録はまた、コレシュを含む少なくとも20人ブランチ・ダビディアンと14歳未満の子供5人が撃たれたことを示している。3歳の幼児は胸を刺されていた。検死官は、これらの死が逃げ道なしで火災に閉じ込められたブランチ・ダビディアンによる慈悲の殺害だと考えた。米司法省特別顧問局 (United States Department of Justice Office of Special Counsel) の専門家は、銃弾による傷の多くは「明白な自殺、合意の処刑（死の幇助）、あと可能性は低いが強制的処刑による自死を裏付けている」と結論づけた。

## 事後

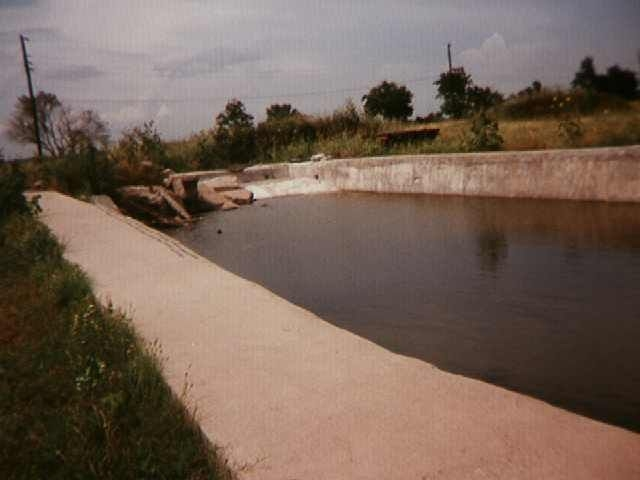
マウント・カルメル・センター敷地にある水泳プールの遺構。1997年

新任のATF局長ジョン・マゴーは、ATFによる強制捜査の幾つかの側面を批判した。マゴーはウェーコに関する調査報告書を作成し、新人捜査官に一読を義務付けた。連邦法執行機関による武力行使に関する1995年の政府説明責任局報告書では「ウェーコ作戦に関する財務省報告書および戦術作戦専門家とATF職員自身の見解に基づくと、1995年10月にATFはあらゆる選択肢を検討し、それに応じた訓練調整を開始した後に大胆な進入計画を決定した」と述べられている。
包囲終了後の2週間で同敷地全体がブルドーザーで地ならしされたため、現在は建物のコンクリート基礎部分以外は何も残っていない。包囲の数年後に建てられた小さな礼拝堂だけが敷地内に置かれている。

### ブランチ・ダビディアンの裁判と収監
マウント・カルメルでの出来事は、刑事訴追と民事訴訟の両方に拍車をかけた。1993年8月3日、連邦大陪審は生き残ったブランチ・ダビディアン12人に対する10件の起訴状を返した。大陪審は、ブランチ・ダビディアンがとりわけ連邦職員の殺害について共謀・ほう助・教唆したほか、様々な銃器を不法に所持および使用した件で起訴した。政府は司法取引によりブランチ・ダビディアン12人のうち1人に対する起訴を取り下げた。
2ヵ月近く続いた陪審裁判の後、陪審員はブランチ・ダビディアン4人を全くの無罪とした。さらに、陪審員は殺人関連の容疑についてブランチ・ダビディアン全員を無罪としたが、5人に対しては連邦捜査官の故殺(Voluntary manslaughter:故意ではあるが計画性のない人殺し)の幇助や教唆といった軽い容疑での有罪判決を下した。またブランチ・ダビディアン8人は銃器の容疑で有罪判決を受けた。有罪判決を受けたブランチ・ダビディアンの最長刑期は40年だった
8人のうち6人は、その有罪判決と刑罰内容の双方で控訴した。彼らは、機関銃の所持禁止の合憲性、陪審員の指示、地方裁判所の裁判の実施、証拠の充足など、多くの問題を挙げて課された刑罰に反論した。控訴審は一旦地方裁判所に差し戻されたのち、最終的には合衆国最高裁判所へと持ち込まれて一部の判決が覆った。2000年9月19日にウォルター・スミス判事は最高裁の指示に従い、有罪判決を受けたブランチ・ダビディアン5人の刑期を25年短縮するなどした。2007年7月時点で、収監されたブランチ・ダビディアンは全員が刑務所から出所した。
包囲中のブランチ・ダビディアン信者の中には英国市民33人が含まれていた。うち24人は死亡した80人（2月28日の強制捜査と4月19日の制圧）に含まれ、子供も1人いた。包囲を生き延びた英国市民2人は直ちに「証人」として逮捕され、裁判を受けずに数ヶ月間収監された。デレク・ラブロックはマクレナン郡の刑務所に7ヶ月間拘禁され、しばしば独房に閉じ込められた。有罪判決を受けて収監されたもう一人の英国市民リビングストン・フェイガンは、特にレブンワースで矯正官による殴打を複数回受けたと言う。そこでフェイガンは高圧ホースからの冷水を浴びせられ、その後屋外の冷気に晒されたと訴えた。2007年7月に解放されて英国に強制送還された彼は、依然として自分の宗教的信念を保っていた。

### ブランチ・ダビディアンによる民事訴訟
ブランチ・ダビディアンの生存者数人のほか衝突時に死亡または負傷した信者100人以上の家族が、米国政府、多数の連邦当局、当時のテキサス州知事アン・リチャーズ、およびテキサス州兵に対して民事訴訟を起こした。彼らは、連邦不法行為請求法 (Federal Tort Claims Act) 、公民権法、RICO法、テキサス州法に基づく金銭的損害賠償を求めた。これらの主張の大部分は、法律問題に満たないものだったり原告がそれらを裏付ける重要証拠を提出できなかったために却下された。
1ヶ月に及ぶ裁判の後、裁判所はブランチ・ダビディアンによる訴訟を棄却した。この裁判では、1993年2月28日に合法的な令状を出そうとした連邦当局者にブランチ・ダビディアン側が発砲したことで、ダビディアンが銃撃戦を始めたことが判明した。ATF捜査官は自分自身や他の捜査官の生命および身の危険から守るために応射した、と裁判所が判断を下した。裁判所は、政府による包囲計画（ブランチ・ダビディアンに対して催涙ガスを使用したり、軍用車を使って催涙ガスを入れる決定を下し、火災が発生する可能性の具体案を省いたこと）は政府が訴えられるに至らない裁量判断であったと判断した。またこの裁判では、催涙ガスの使用が過失ではないことも判明した。さらに、米国政府が火災発生前に建物に損害を与えて、脱出ルートを封鎖したり火災をより速く広まるようにした等の過失があったとしても、ブランチ・ダビディアンが火災を起こしたため、法的にはこの過失が原告の負傷を引き起こしてはいないとした。
ブランチ・ダビディアン側は控訴した。彼らは、ウォルター・S・スミス・ジュニア判事が被告人や弁護人との関係から不適当だったと主張した。控訴審にて、これらの申し立ては合理的な傍観者がスミス判事の公平性に疑問を呈しておらず、判断するまでもないとして結審した。

## 物議
正面入口を制圧したATFドア部隊に配属された捜査官のローランド・バレステロスは、最初の銃撃がブランチ・ダビディアン側の犬を無力化させるためにATF犬部隊から来たと考えているとテキサス・レンジャーズやウェーコ警察に語ったが、その後の裁判ではブランチ・ダビディアンが最初に撃ったと主張した。ブランチ・ダビディアンは、ATFのドア部隊がドアに発砲し、自分たちは自衛のため応射したと主張した。オースティン・クロニクル紙の記事には「火事のずっと前、ダビディアン達はドアに残っている証拠について討議していた。包囲中、FBIとの電話会話でコレシュの主な仲間スティーブ・シュナイダーは「正面入口から見つかった証拠が弾丸の数そして何が起きたかを明確に示すだろう」とFBI捜査官に語った」と書かれている。包囲中にマウント・カルメルに入った弁護士ディック・デゲリンは、右手の入口ドアの板金が内側に突き出ており中へと入ってくる弾丸によって穴ができたのは明白だと裁判で証言した。またデゲリンは、右側の入口ドアだけに弾丸の穴があって左側の入口ドアは無傷だったとも証言した。裁判で政府側は左のドアだけを提示して右手のドアは無くなっていたと主張しており、左側のドアには出入り両方の弾丸によって作られた多数の弾丸の穴がついていた。テキサス・トルーパーの軍曹は、包囲を終えた直後に行方不明のドアをバンに積み込む男性2人を目撃したが、物自体は見えなかったと証言した。ブランチ・ダビディアン側の不法死亡訴訟の主任弁護士マイケル・カデルは「左側のドアがその状態にあるという事実は、右側のドアが火災によって焼失しなかったことを伝えている。故意に誰かによって失われた」と説明した。カデルはこの主張を裏付ける証拠を提示しておらず、これまでに一切証明されていない。ただし、消防調査官は火災で鋼鉄製の右ドアが同じ左ドアよりもはるかに大きな被害を受けた可能性は「極めて低い」もので、両方のドアが一緒に見つかった筈だと述べている。右のドアは行方不明のままなのだが、瓦礫（件のドアも含む）が除去されるまで現場全体が法執行当局によって厳重に監視されていた。
ヘリコプターは、麻薬研究所がマウント・カルメルにあるという虚偽の理由でアラバマ州とテキサス州兵から動員された。1993年2月28日の朝に出された逮捕状には薬物関連の告発が無かった。事件の公式記録は、ヘリコプターは単に牽制として使用されただけで、乗組員は9mm口径の拳銃だけを所持しており、そこからの発砲は行われなかったと常に述べている。
襲撃の数週間前、自称カルト専門家にしてデプログラマー（洗脳を解く療法士）のリック・ロスがコレシュに関してNBCやCBSといった主要放送局に登場した。ロスは後に、自分の役割がダビデとコレシュについて当局に助言することや、包囲を終わらせるためにどのような行動を取るべきかを助言するものだったと説明した。彼はATFから相談を受けたとしており、1993年3月4日にFBIに連絡して「一般的なカルトの知識、特にブランチ・ダビディアンの人々に関して自分が聴収される」ことを要求した。FBIは、包囲中にロスに助言を求めたのではなく、聴収を行なって彼から情報を受け取ったと報告している。ロスはまた、3月27日と3月28日にFBIに電話して交渉戦略に関する助言を提供し、FBIには「コレシュが彼らの信じるような導きの預言者ではないことを信者に納得させるため、コレシュの過ちと人生の失敗について教団施設の信者たちに知らせることでコレシュを窮地に追いやる」ことを示唆した。ATFはまた1993年1月にもコレシュの情報についてロスに連絡を取った。複数の作家が、ウェーコに関する政府の意思決定に関するCult Awareness Networkの役割を文書化した。幾つかの研究は「ロスのような自称カルト専門家、カルト啓発ネットワーク(CAN)のような反カルト組織、そしてBreault のように影響を受けないブランチ・ダビディアンの脱退者がコレシュの危険なカルト指導者という非常に否定的なイメージを普及させる上で重要な役割をどのように果たしたのか」を示している、とマーク・マクウィリアムズは指摘する。「自己執着、病的な自己中心癖、反社会的、冷酷」として描かれたコレシュは、信者を大量自殺の運命に追いやる宗教狂信者か、独自の怪しい個人利得のために宗教を操った詐欺師として特徴づけられることが多かった」という。この紛争解決の支援に取り組んだ宗教学者のフィリップ・アーノルドとジェームズ・テイバーによれば「もしもFBIが宗教にもっと寛大で、ロスの疑わしい考察と学術的専門知識とをもっと区別できてさえいれば、この危機が悲劇的な結末を迎える必要もなかった」という。
2014年のザ・ニューヨーカー誌記事では、先の宗教学者両名がコレシュに暴力的な決着が関わらない黙示録の代替解釈を説得する必要があることをFBIに伝えた、と書かれている。彼らは音声テープを作ってコレシュに向けて流し、それは彼を説得させているようだった。しかし、FBIが待機したのは制圧開始前の僅か3日間だった（この代替解釈から着想を得た原稿をコレシュが完成させて平和的に出てくるまでは推定2週間とされていた）。スチュアート・A・ライトの記事はFBIが包囲をどのように誤って処理したかを論じており「FBIが51日間の包囲で無血解決に持っていけなかった事よりも大きな失当行為の例はない」と述べた。この作戦に関するライトの主な懸念事項としては、平和的な交渉により紛争解決に至りそうだった時にFBI当局者（特にディック・ロジャース）が過激さと性急さを増して振る舞ったこと等が挙げられる。FBIの事情聴収でロジャースが語った内容と、司法省の報告書にある彼の発言には食い違いが見られるという。
批評家は、最終制圧時にCSガスが安全でない方法で建物に注入され、火災を引き起こした可能性があることを示唆している。火災3か所のうち2つは、CSガスが送り込まれた場所から離れた建物内で発生したが、生存者のデビッド・ティボドーは1999年に建物の損壊がガスを拡散させていたと主張して「彼らは壁を壊し始め、窓を壊し、CSガスを拡散した」と述べた。さらにガスグレネードの使用に関しても論争となった。司法長官リノは、この制圧で火工装置を使用しない指示を特別に出していた。1993年から1999年にかけて、FBIの報道官は制圧中に一切の火工装置の使用を（宣誓の下でも）否定した。しかし、火災直後に火工製のFlite-Rite CSガスグレネードが瓦礫の中で発見された。1999年、FBI報道官は自分達がグレネードを使用したことを認めざるを得なかった。しかし彼らが主張するには、内部の燃焼プロセスを通してCSガスを分配するこれらの装置は、40ヤード(35m)離れた場所の水で満たされたピット溝を貫通しようと早朝に使用されたもので、建物内部で起きた火災とは異なるとの事だった。FBIによると、グレネードが発射されてから約3時間後に火災が始まったと主張している。1994年にFBIの文書が調査のため議会に引き渡されたとき、火工装置の使用を一覧にしたページが行方不明だった。特定指示書にもかかわらず火工使用の開示が6年間もされなかったため、リノが調査を要請した。FBI高官は、100人ものFBI捜査官が火工品の使用について知っていたが1999年まで誰も声を上げなかった、とニューズウィーク誌に語った。事件から1か月も経たない5月12日、テキサス州当局がこの現場をブルドーザーで地ならししたため、法医学的証拠のさらなる収集は不可能となった。
FBIは建物の壁に監視装置を埋め込み、それが掴んだいくつかの会話が政府の主張するダビディアンが火事を起こした証拠とされている:287。録音は不完全で理解するのがその何倍も難しく、作られた2つの転写は多くの点で違いがあった:287。地元紙 (San Antonio Express-News) によると、FBIの4月19日のテープがブランチ・ダビディアン裁判中に法廷で再生された時、FBIの音声専門家が聞きとったと主張する内容を聞きとれた人は殆どいなかった。テープは「雑音でいっぱいで、たまに声が認識できた。[中略]言葉は微かだった。法廷室の傍聴者には聞こえたと言う人もいれば、分からなかったという人もいた」という。ブランチ・ダビディアンは火災に関する不穏な警告を幾度か発していた。これは彼らの将来の行動を暗示したものかもしれないし、違うかもしれないが「他に潜在的な発火源がない」点がブランチ・ダビディアンによってこの火災が起こされたという法廷結論の根拠となった。これは火工品の使用をFBIが認める前のことだが、その後の特別顧問局による1年間の調査でも同じ結論に達し、それ以上の追加調査はされなかった。1999年、ブランチ・ダビディアンの生存者による民事訴訟が相次いだ際に、火災生存者のグレアム・クラドックが事情聴収を受けた。彼は、幾人かのブランチ・ダビディアン信者が装甲車に轢かれないよう燃料の1ガロン(3.8 L)缶約1ダースを動かすのを見ており、建物の外で燃料を注ぐという話を聞いており、火災発生後に別の何者かによる「火をつけろ」みたいな内容が聞こえた、と主張した。『The Branch Davidians of Waco』は、火災発生自体が事前に計画済みでブランチ・ダビディアンの神学論と一致していることを証明しようとした。そこでは証拠として、包囲中にFBIが記録した会話、グレアム・クラドックほか生存者たちの証言、包囲開始1ヶ月前のディーゼル燃料購入を挙げている。
FBIはコレシュの自殺可能性について相反する報告を受け、彼が自殺するか否か確信が持てなかった。コレシュとシュナイダーが自分達には集団自殺の計画がないと交渉人に繰り返し否定していること、教団施設から出てきた人々がそういった準備を見たことがないと言っていること、などの証拠はFBI達に集団自殺の可能性はないと確信させた。もしも彼が自殺を遂げた場合、信者数名がコレシュの後を追う可能性があった。アラン・A・ストーンの報告によると、包囲中にFBIは誤った精神医学的視点を用いてブランチ・ダビディアンの対応を評価し、自殺しないというコレシュの声明に過度に依存した。ストーンによると、この誤った評価が教団施設で集団自殺を計画しているか否かについてFBIがコレシュや他の人達に適切な質問をしないことに繋がったという。より適切な質問は「圧倒的な力を見せて我々が施設を囲む包囲網を狭め、CSガスを使用してあなた方に出てくることを強制したらどうしますか?」だという。以下はストーンの記述である。

連邦法執行機関の戦術手法は、伝統的に相手側を犯罪者の一団または武装団または一般的に加害者と見なしている場合がある。だがブランチ・ダビディアンは異例な集団で、誇り高くもかき乱されて絶望的な精神状態にあった。彼らは神の子羊としてダビデ・コレシュに捧げられた。彼らは黙示録的な結末でその身を盾にしてて死ぬことも厭わず、その代行として自身や子供を殺すことも厭わなかった。しかし、彼らは精神に落ち込んだ自殺者でも冷血な殺人犯でもなかった。彼らは信仰の証しとして死の危険に備えていた。そうした行動の心理（ブランチ・ダビディアンにとっては宗教的意義と一緒）は、単に無視されたわけではないとしても「包囲網を狭める」というFBIの戦略責任者によって誤って評価された。圧倒的な力を見せつけることが、戦術家の想定した筋書き通りに機能しなかった。それがブランチ・ダビディアンに降伏を誘発させることはなく、デビッド・コレシュに集団自殺の命令を誘発させたかもしれないものだった。

### ダンフォース報告書
1995年4月19日のオクラホマシティ連邦政府ビル爆破事件は、ウェーコにおける政府行動の疑わしい面の多くをメディアに想起させ、以前にその行動を支持していた多くのアメリカ人がそれらの調査を求めるようになった。1999年までに、議論を呼んだ各種ドキュメンタリーのほか訴訟中にブランチ・ダビディアン支持派から提出された申し立ての結果として、連邦政府がウェーコで重大な不当行為を行ったとの見解を米国世論が抱いた。例えば、1999年8月26日に行われたタイム誌の世論調査では、米国民の61%がブランチ・ダビディアン複合施設で火災を起こしたのは連邦法執行当局だと考えていた。
1999年9月、リノ司法長官は元上院議員のジョン・ダンフォースを特別顧問に任命して、この問題を調査させた。特に彼は、政府系工作員がマウント・カルメル複合施設で火災を起こしたり拡散させたり、ブランチ・ダビディアンでの銃撃指示や、米軍を不法に雇用したとの罪状を調査するように指示した。1年間の調査が行われ、その間に特別顧問事務局は証人1001人に事情聴収して、230万ページ以上の文書を審査し、数千ポンドの物的証拠を調査した。2000年11月8日の「テキサス州ウェーコのマウント・カルメル複合施設における1993年の衝突に関する司法副長官への最終報告書」で、ダンフォース特別顧問は先の主張には有効性がないと結論づけた。ただし同報告書では、特定の政府職員がブランチ・ダビディアンに対する訴訟中に複合施設での火工装置の使用を開示せずに特別顧問の調査を妨害していたことが判明した。これら個人に対しては懲戒処分が下された。
政府が火災を起こしたという主張は、FBI捜査官が3発の「火工製」催涙ガス弾を発射して、それが燃焼分量にまで至ったということを主な根拠にしていた。特別顧問は、FBIが火災の起こる約4時間前に複合施設の主要居住区から75フィート(23m)風下側に離れた一部水で満たされたコンクリート構造のピットで発砲したという発見に基き、そのガス弾が火災の始まりや広がりに貢献しなかったと結論付けた。特別顧問が指摘したのは逆にブランチ・ダビディアン側の会話傍受記録で、そこには「デヴィッドが言うには、我々は燃料を取ってこなければならない」「そこで、奴らが中に入ってきたら直ちに...タンク内に入ってきた時は直ちに、我々が最初に火を点けるのだ」といった声明が含まれていた。火災を生き延びた一部のブランチ・ダビディアン信者は、同胞がこの火災を起こしたことを認めた。FBI捜査官はブランチ・ダビディアンが燃料を注いで火を点けるのを目撃しており、これらの観察をほぼ同時に指摘した。研究所の分析ではブランチ・ダビディアンの衣服についた燃焼促進剤が見つかり、調査官は故意に穴を開けられた燃料缶や自家製のトーチを現場で発見した。これらの証拠および証言に基づき、特別顧問は火災がブランチ・ダビディアンによって開始されたと結論付けた。
1993年4月19日に政府側工作員が複合施設に発砲したとの訴えは、ナイトストーカーズ機によって記録された前方監視型赤外線(FLIR)ビデオに基づいていた。そのテープには57の点滅が見られ、複合施設の近くで作戦実行していた政府車両の周囲で発生するものもある。特別顧問事務局は2000年3月19日にFLIR技術の実地試験を行い、銃声で点滅が起きるのかどうかを判定した。この試験は、ブランチ・ダビディアンと同遺族側の弁護士や専門家、ならびに政府側の弁護士や専門家によって合意署名された手順の下で行われた。フラッシュの形状や持続時間や位置の分析は、それらが銃声ではなく複合施設またはその周辺の破片の反射から結果生じることが示された。さらに、独立した専門家による現場撮影写真の評価では点滅が発せられる地点または近辺に人物が存在しなかった。ブランチ・ダビディアン、政府側の証人、映画製作者、著述者、ブランチ・ダビディアン支持派に行なった事情聴収では、誰も4月19日に政府の銃撃を目撃していないことが判明した。当日に死亡したブランチ・ダビディアンの遺体は、政府の狙撃ライフルやその他の制圧武器により複合施設の外から撃たれた場合に予想されるような、高速度の弾丸が命中したという証拠が見られなかった。こうした証拠を考察して、政府側の銃撃が1993年4月19日に起こったという主張は「欠陥のある技術的仮定だけを下敷きにした、裏付けのないもの」に相当すると特別顧問は結論づけた。
特別顧問は、ウェーコにおける現行軍の用法が民警団法 (Posse Comitatus Act) や法執行法への軍事援助に違反しているか否かを検討した。これらの法令は一般的に法執行機能に対する直接的な軍事参加を禁止しているが、機器の貸し出し、機器使用の訓練、専門的助言の提供、機器メンテナンスの提供といった間接的支援を妨げるものではない。軍はATFとFBIに対して攻撃能力を無効にした戦車2台などを含む「広範な」機器の貸し出しをおこなった、と特別顧問は指摘した。さらに、軍は限定的な助言、訓練、医療支援を提供した。これらの行動は法適用の範囲内で間接的な軍事援助に相当する、と特別顧問は結論付けた。テキサス州兵は州法基準で軍事装備の大量貸し出しを提供し、ブランチダビディアン複合施設上空で偵察飛行を実施した。民警団法は州法基準である州兵には適用されないため、特別顧問は州兵が合法的に支援を提供したと判断した。
民事訴訟でブランチ・ダビディアンの生存者数人と親族を代表した元米国司法長官のラムゼイ・クラークは、この報告書が「疑念の余地もないほど明白には対処できなかった」「歴史が記録を明らかにするだろう、マウント・カルメルの教会センターに対するこれらの制圧は、米国史上最大の国内法執行の悲劇であり続けると私は信じている」と述べた。

## 装備と人員

### 政府機関
- 強制捜査（2月28日）：連邦捜査官(ATFとFBI)75名。強制捜査と撮影中に注意を逸らすために対麻薬要員のテキサス州兵10名が搭乗したUH-60 ブラックホークヘリコプター3機[78][96]。防弾装備、難燃性衣類、通常の懐中電灯、通常のカメラ (フラッシュ撮影)、ポンプアクション式散弾銃とフラッシュバングレネード[97]、9mm拳銃、MP5サブマシンガン、M16ライフル、ボルトアクション方式狙撃銃[98]。
- 包囲（3月1日から4月18日）：数百人の連邦捜査官。UH-1 ヒューイヘリコプター2機[99]。
- 制圧（4月19日）：数百人の連邦捜査官。軍用車両（いずれも通常兵器取外し済み）M3ブラッドレー騎兵戦闘車9-10台、CSガスで武装したM728戦闘工兵車4-5台、M1A1エイブラムス主力戦車2台、M88装甲回収車1台[96][99]。
- 支援[96]：ディフェンダー偵察機1機[100]、軍用車両のメンテナンスおよび使用訓練（ハンヴィーなどの支援車両含む）のためにテキサス州兵の人員多数、UC-26C偵察機の対薬物テキサス州兵とアラバマ州兵からの監視員、監視役としてデルタフォース出身の兵士3名(制圧中も存在)、助言役として米陸軍上級将校2人、監視員としてイギリス陸軍第22特殊空挺部隊の隊員2人[101]。合計で兵士50人以上[102]。

### ブランチ・ダビディアン
ブランチ・ダビディアンは小型武器で武装しており、多数のライフルを含む合計305の銃器を所有していた。これには多数のライフル（セミオートのAK-47とAR-15）、散弾銃、リボルバーを含む拳銃、フルオートで撃てるように改造されたAR-15（誤ってM16と呼ばれる）が22挺、AK-47が20挺、H&K MP5が2挺、M-11/9が2挺。テキサスレンジャーズが報告したのは「少なくともAR-15が16挺」、AR-15のレシーバー下部をフルオートで撃てるように改造したものが2挺で、フルオートへの変換をするのに使用される「オート・シアーズ」部材39個、フルオートのM16とAK-47用の30発弾倉と100発弾倉。大型の弾倉を運ぶ弾薬盒。様々な口径の弾薬が大量。
教団施設で発見された他の物品には「熱暴発した」弾薬約190万発や、グレネードランチャーの部品、フレアランチャー、ガスマスクや化学戦用スーツ、暗視装置、何百もの練習用手榴弾の弾体と中身（200以上の不活性な練習用M31 HEAT ライフルグレネード、100以上の改造済み練習用M-21手榴弾の弾体、手榴弾の安全ピン219個と同安全レバー243個が火災後に発見された）、ケブラーヘルメットと防弾ベスト、AR-15用のレシーバー下部88個、約15個のサウンド・サプレッサーとサイレンサー（財務報告書にはサイレンサー21個と記載されているも 、テキサス・レンジャーズは少なくとも物品6つを誤記載しているという。元ブランチ・ダビディアンのドナルド・バンドは、自分がコレシュの直接命令の下でサイレンサーを製造したと証言した）。
ATFは、ブランチ・ダビディアンが50口径ライフルを所持しているのを知っていたためブラッドレー装甲車を要請した。包囲中、コレシュは50口径ライフルより大型の武器を持っていてブラッドレーを破壊できると発言したため、M1エイブラムス戦車2両とM728戦闘工兵車5台で補填された。テキサス・レンジャーズは、教団施設の残骸から少なくとも50口径の武器を2つ回収した。
強制捜査や制圧の最中にブランチ・ダビディアンが50口径ライフルを撃ったのか否かという問題がある。銃禁止を支持する様々な団体が、ブランチ・ダビディアンは50口径ライフルを使用していたため、これら種類の銃器は禁止されるべきだと主張している。ATFは、そうしたライフルが捜索当日にATF捜査官に対して使用されたと主張している。数年後、米国会計検査院はヘンリー・ワックスマンからの要請に応じて、ブランチ・ダビディアンが50口径ライフルを捜索時に使用したというATFの主張を繰り返す「50口径セミオートライフルに関連する犯罪行為」と題する説明文書を公表した。FBI人質救助チームの狙撃手は、その独特なマズルブレーキで容易に識別できる武器の1つを包囲中に目撃したと報告した。

## 後世への影響

### オクラホマシティ爆破事件との繋がり

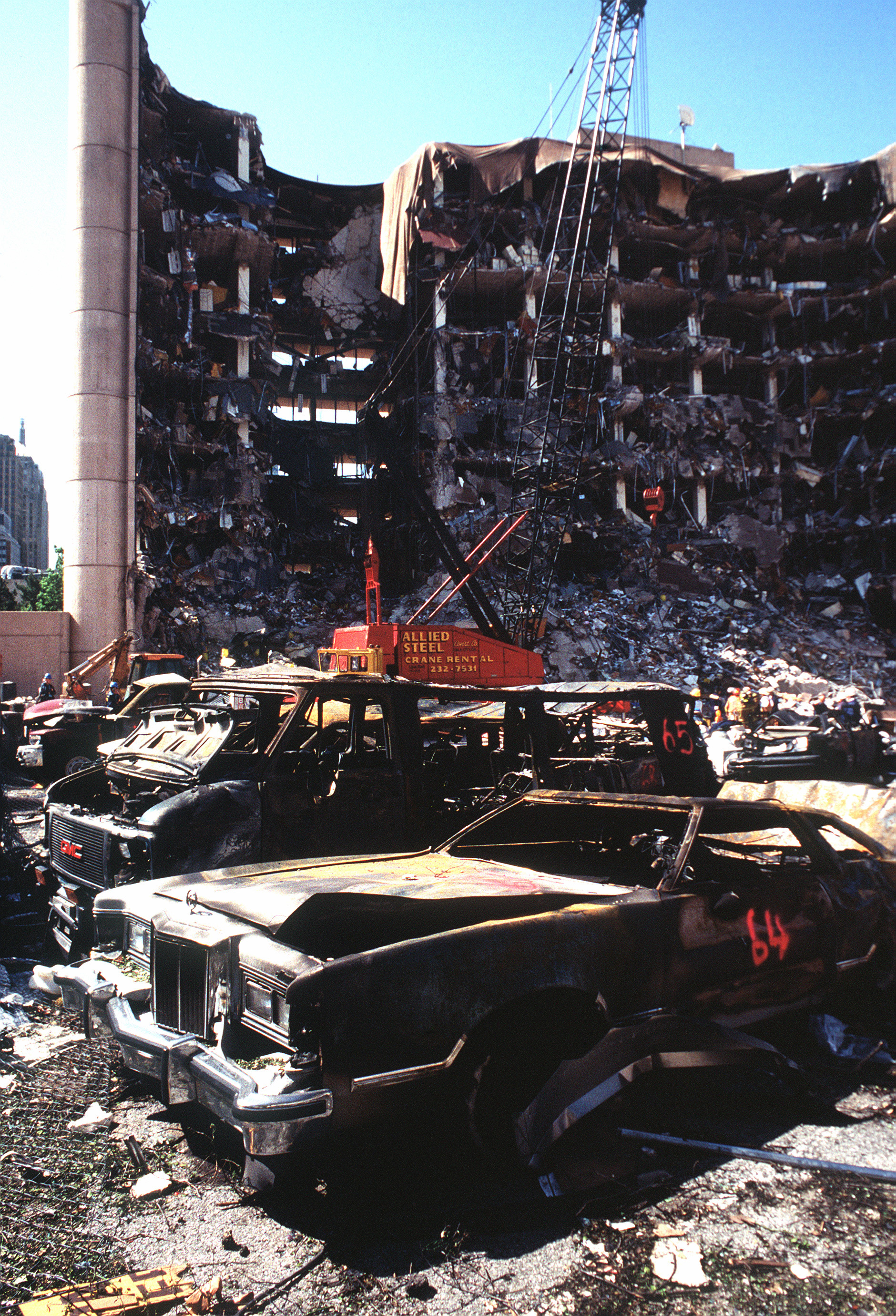
破壊されたアルフレッド・P・マラー連邦ビル

1995年4月19日にオクラホマシティの米国政府機関複合施設アルフレッド・P・マラー連邦ビルを爆弾攻撃で破壊し、近隣の建物も多く巻き込んだオクラホマシティ爆破事件の主犯ティモシー・マクベイは、犯行の主な動機としてウェーコの事件を挙げた。この攻撃では168人の命（6歳未満の子供19人を含む）が奪われ600人以上が負傷し、米国本土ではアメリカ同時多発テロ事件以前で最も犠牲者を出したテロ事件であり、2020年時点で米国史上最多の犠牲者を出した自国産テロ活動である。
爆破から数日以内に、マクベイとテリー・ニコルズが爆破役で拘留された。捜査官は、この2人が反政府民兵運動の同調者で、彼らの動機がウェーコ事件およびルビーリッジ事件に対する政府の手法に復讐することだと判断した。マクベイは、4月19日という日付をマウント・カルメルでの致命的火災の2周忌だったので選んだと証言した。1993年3月、マクベイはアリゾナ州からウェーコまで車を使って連邦政府の包囲を観察しており、彼は他の抗議者と一緒にFBIの写真に写っていた法廷記者はまた、ウェーコ裁判所の外で反政府のバンパーステッカーを販売するマクベイを見たと主張している。
ウェーコ包囲の議論で言及される、マウント・カルメルの火災と日付を共有する事件は他にもある。1999年4月20日のコロンバイン高校銃乱射事件は、FBIによるウェーコ制圧の周年日またはアドルフ・ヒトラーの誕生日を記念した可能性があるという。一部の繋がりは偶然生じたものである。ウェーコ火災の8年前、ATFとFBIは別の宗教カルト (The Covenant, the Sword, and the Arm of the Lord) の教団施設に強制捜査を行った。その捜査に参加したATF捜査官の数名がウェーコにもいた。4月19日はアメリカ独立戦争の開戦日でもあった。

### モンタナ・フリーマンの包囲
モンタナ・フリーマンは1996年、長期にわたるFBI捜査官の武装包囲に置かれ、米国で世間の注目を集めた。ウェーコの包囲ならびに1992年のルビーリッジ事件がまだ世間の記憶に鮮明であり、FBIは非常に慎重かつ暴力的事案の再発を防ごうとした。81日間の交渉を経て、1996年6月14日にフリーマンは落命せず当局に降伏した。

### メディアや大衆文化での描写
ウェーコ包囲は米国で数多くのドキュメンタリー映画や書籍の主題となっている。最初の映画はテレビのドキュメンタリードラマ『In the Line of Duty：Ambush in Waco』で、これは4月19日の制圧前となる包囲中に制作されたもので、1993年2月28日の最初の銃撃戦を待ち伏せだとした。映画脚本家は、その脚本をATF支持の「プロパガンダ」として自分の作品ではないとしている。
事件に関する最初の書籍は、1989年9月に脱会した元ブランチ・ダビディアンのマーク・ブローと1992年にコレシュにインタビューしたマーティン・キングによって共同執筆された1993年の『Inside the Cult』だった。1993年7月、現実犯罪を記す作家クリフォード・L・リネデッカーは自著『Massacre at Waco, Texas』を出版した。翌1994年には、ウェーコの事件に関する様々な文化的、歴史的、宗教的視点からのエッセイ集『From the Ashes: Making Sense of Waco』が出版された。本書には、ブランチ・ダビディアンの行動が他の千年王国宗教セクトとどの程度一致していたのか、宗教団体の信用を落とすためにカルトという語句がどのように使用されているかについてのエッセイが含まれている。これらの視点はいずれも、ウェーコでのブランチ・ダビディアンの死を防ぐことは可能だったとか「ウェーコの余波で非伝統的な宗教運動の悪魔化（邪教扱い）が衆目を集めるのは、信教の自由に対する継続的な脅威を表すものである」との信念で結ばれている。
公式に批判的な最初のドキュメンタリー映画は、1993年にリンダ・トンプソンが制作した『Waco, the Big Lie』と続編の『Waco II, the Big Lie Continues』である。トンプソンの映画は物議を醸した告発を幾つか創作しており、とりわけ最も悪名高いものは教団施設の外壁を装甲車が突破する画面の真ん中にオレンジ色の光がある映像で、これが車両に火炎放射器が取り付けられて建物に火を放っていたという彼女の主張だった。トンプソンへの対応として、この光の出現が車両に引っ張られて引き裂かれた壁から出たアルミニウム状断熱材の反射だとする反論を支持する映像が公開された（同車両は通常だと火炎放射器を装備しないM728だった）。マクナルティは自身の映画『Waco: An Apparent Deviation』でトンプソンを「創造的な編集」と非難した。次の『Day 51: The True Story of Waco』という映画はリチャード・モズレーによって1995年に制作され、ロン・コールという自称民兵（後に違法武器で検挙された）が主演した。トンプソンとモズレーの映画は、幾つかのトークラジオ番組が取り上げたウェーコ包囲の広範な報道も相まって、新興の民兵運動を含む右派の一部でブランチ・ダビディアンへの支持が盛り上がり、一方で左派の批評家もまた人権を根拠に政府の包囲を非難した。ラジオ司会者で陰謀論者のアレックス・ジョーンズは、2000年にドキュメンタリー映画『America Wake Up (Or Waco)』を制作した。
1997年、映画監督のダン・ギフォードとエイミー・ソマーはドキュメンタリー映画『Waco: The Rules of Engagement』を制作し、これはブランチ・ダビディアン運動の歴史と包囲前後の法執行機関の行動に対する批判的な検討をして、エミー賞を受賞した。この映画はウェーコでの議会公聴会の映像と政府側公式報道官の並置が特徴で、多くの場合、報道官と直接に矛盾する映像や証拠が出てくる。このドキュメンタリーで、FBIの赤外線映像の点滅はグレネードランチャーと複合施設後方に位置するFBIからのオートマチック式小型武器の発射と一致していると、エドワード・アラード（FLIR技術の特許取得者）は主張した。『Waco: The Rules of Engagement』は1997年アカデミー賞の最優秀ドキュメンタリー部門にノミネートされ、1999年には別の映画『Waco: A New Revelation』が続いた。
2001年、マイケル・マクナルティによる別のドキュメンタリー『The F.L.I.R. Project』はFBIが記録した航空熱画像を調査し、同一のFLIR装置を使用して1993年4月19日に連邦政府機関によって記録されたのと同じ結果を再現した。その後の政府出資の研究は、赤外線の証拠が発火装置をFBIが不適切に使用したりブランチ・ダビディアンに発砲したとの見解を裏付けるものではないと主張している。赤外線の専門家がこれに同意することはなく、映画監督のエイミー・ソマーは『Waco: The Rules of Engagement』で出した最初の結論を堅持している。
2006年に『The Assault on Waco』というドキュメンタリーがディスカバリー・チャンネルで初放送され、事件全体を詳述した。イギリス系アメリカ人のドキュメンタリー映画『Inside Waco』は2007年にチャンネル4とHBOが共同制作し、関係者の供述をつなぎ合わせることで内部で何が起こったかを明かそうとした。MSNBCのドキュメンタリー『Witness to Waco』は2009年に放映された。
ヘビーメタルのバンド2組が、ダビディアンの立て籠もりに関する曲を作っている。マシーン・ヘッドのデビューアルバム『Burn My Eyes』の１曲目が「ダビディアン(Davidian)」であり、セパルトゥラのアルバム『ケイオスA.D.』4曲目の「アーメン(Amen)」もこの事件を歌ったものである。
2011年、英国のインディー・ロックバンド The Indelicates が、コレシュとウェーコ包囲をテーマにしたアルバム『David Koresh Superstar』をリリースした。
ブランチ・ダビディアンの生存者デビッド・ティボドーは、1999年に出版された書籍『A Place Called Waco』の中で、グループ内部の生活と包囲についての自分の供述を記した。彼の本は、2018年パラマウントネットワークのテレビドラマシリーズ『Waco』の元ネタとして一部が演じられた。
2012年に初演された、FBIとコレシュの交渉をドラマ化したジョシュア・アルメンタによるオペラ『The City of God: A New American Opera』は、交渉からの実際の転写やダビディアン賛美歌からの聖書テキストや賛美を活用した。2015年、レトロレポートはウェーコを振り返り、それが多くの右翼民兵をどのように刺激してきたかを振り返るミニドキュメンタリーを発表した。